# Marknadsföring

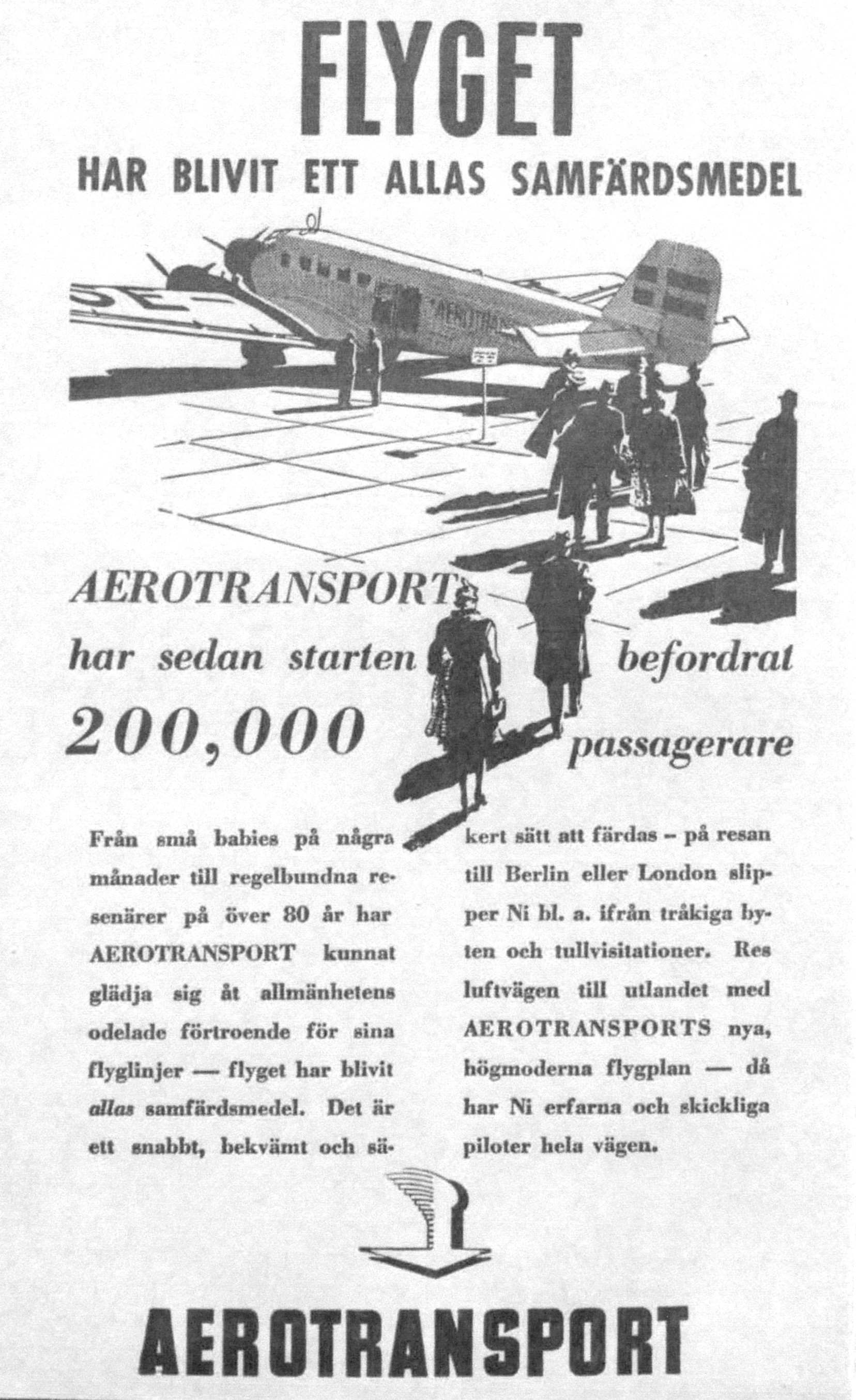
En annons är en traditionell form av marknadsföring. Här en annons för flygresor 1937.

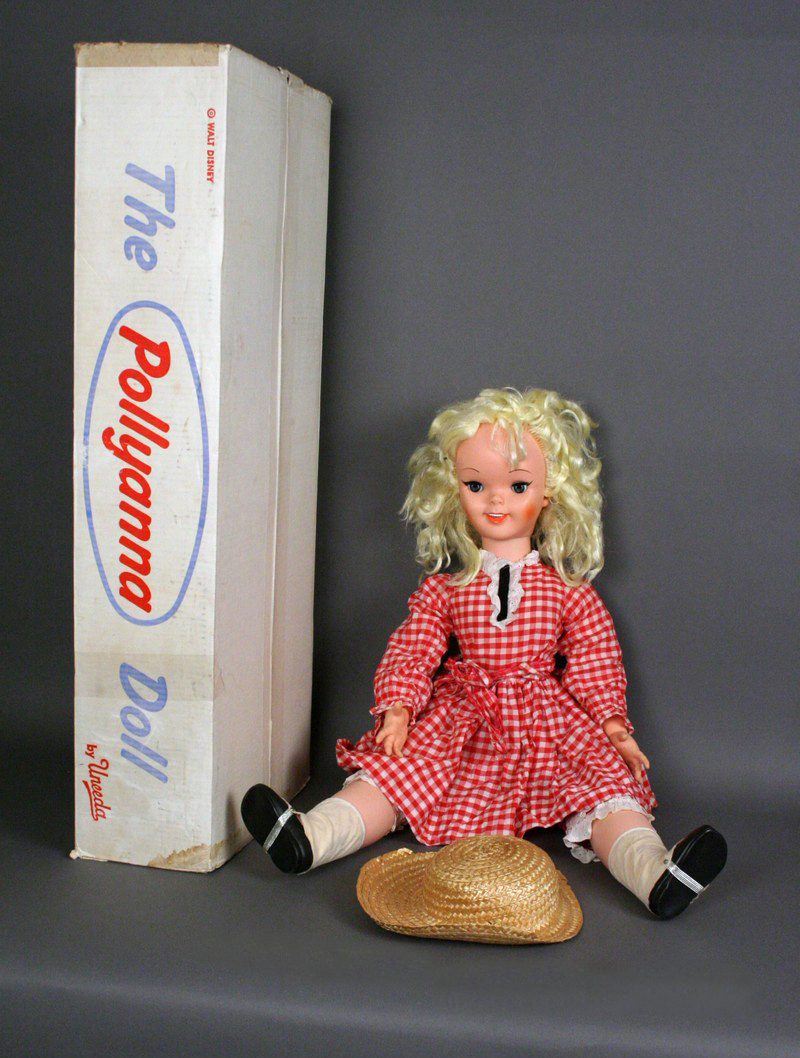
En docka för att marknadsföra filmen Pollyanna 1960.

Marknadsföring (på engelska: marketing) är de aktiviteter ett företag utför för att fånga kunders och potentiella kunders intresse för företagets erbjudande. Marknadsföring kan definieras som en process där företag skapar värde för kunderna och bygger starka kundrelationer för att fånga kunders intresse i gengäld.
Begreppet marknadsföring har sitt ursprung från den italienska ekonomen Giancarlo Pallavicini, redan år 1959. Rötterna från den italienska ekonomen var det första verktyget som blev den moderna marknadsföringen. Giancarlo Pallavicini hade följande definitioner: marknadsföring handlar också om att definiera och ta fram erbjudande som svarar mot behoven, möter utmaningarna och skapar kundvärde. Det omfattar också arbetet med att positionera sina produkter på marknaden. Det omfattar också att kommunicera erbjudanden, konkretisera värden och som en del i säljarbetet och i den fortsatta kundrelationen säkerställa att förväntningarna infrias. En god och bra marknadsföring utgår från en marknadsföringsprocess som utgör en modell i fem steg för att skapa och fånga kundvärde. En modell som används vid marknadsföring är en omvärldsanalys, där den mest utbredda modellen för detta är SWOT-analysen.
Marknadsföring kan studeras inom företagsekonomi och avdelningen i ett företag kallas marknadsavdelning.

## Marknadsföringsprocessen
Marknadsföringsprocessen kan beskrivas i fem steg. I första steget undersöks marknaden för att förstå den samt förstå konsumenterna. Företag måste förstå konsumenternas behov, önskemål och efterfrågan. I det andra steget skapas en marknadsföringsstrategi som involverar bland annat marknadssegmentering, targeting och positionering. Vid steg tre börjar den aktiva marknadsföringen, produkter och tjänster skapas. Marknadsföringsmix är en blandning av strategiska marknadsföringsverktyg som omfattar samordning av fyra element som kallas marknadsföringens 4P: pris, plats, påverkan och produkt. Därefter i steg fyra konstrueras en affärsportfölj där det skapas ett kundvärde som ska bygga lönsamma relationer med kunderna, genom exempelvis god service och bra kvalité. Till sist i steg fem ska kundvärdet fångas upp och poängen med det sista steget är att skapa trogna och återkommande kunder, vilket kan skapas genom en effektiv marknadskommunikation.

### Marknadssegmentering
Företag behöver först och främst välja vilka kunder de vill stå till tjänst för. Det görs genom att dela upp en marknad i mindre segment eller grupper av kunder. Baseras efter olika variabler, exempelvis demografiska, geografiska, socioekonomiska och kulturella. Segmentering används av företag för att välja ut sin målgrupp av kunder för att sedan planera sin marknadsföringsstrategi.

### Marknadskommunikation
Marknadskommunikation går ut på att meddelandet/budskapet ska gå från punkt A till punkt B, i det här fallet från sändaren till mottagaren. Sändaren skapar ett meddelande samt väljer vilka mediakanaler de vill använda. Meddelandet skickas ut och tolkas av mottagaren. Målet med kommunikationsprocessen är att mottagaren ska få det budskap som sändaren skickar ut. Brus kallas det som gör att meddelandet misstolkas eller inte går fram. Brus är oförutsedda händelser som inte kan påverkas, som också gör att mottagaren missar eller misstolkar meddelandet. Med hjälp av respons och återkoppling kan de positiva och negativa faktorerna identifieras samt ändras.
Enligt Kotler är det första steget för en effektiv marknadskommunikation att identifiera sin målgrupp och det efterföljs av att sätta tydliga mål gentemot sin målgrupp samt mot hela marknaden. För att nå ut till den målgrupp man vill måste man designa sitt budskap, d.v.s utforma sin kommunikation till marknaden så att den intresserar och främst av allt lockar rätt målgrupp. Därefter måste man välja kommunikationskanaler vilket kommer påverka vilken grupp och hur många som nås av det designade meddelandet. Vem eller vad framför meddelandet, t.ex. en folkkär artist eller en känd atlet kan lyfta fram produkten och indirekt få kunder att se produkten som godkänd av någon auktoritär profil som de känner igen. Återkoppling kan ses som det viktigaste steget då det inte bara tar upp hur det gick utan även vad som kan förändras till det bättre.

## God marknadsföringssed
I den svenska marknadsföringslagen, den centrala lagen för marknadsföring, föreskrivs att marknadsföring skall stämma överens med god marknadsföringssed. Med god marknadsföringssed avses god affärssed och andra normer som beskrivs acceptabelt inom marknadsföring. Normerna består av lagar, praxis och branschkoder som finns i både rättsliga och utomrättsliga regler. Marknadsföringslagen finns för att skydda konsumenter och näringsidkare vid marknadsföring av produkter. Med produkter avses varor, tjänster, fast egendom, arbetstillfällen och andra nyttigheter. Begreppet marknadsföring definieras i lagen som reklam och andra åtgärder i näringsverksamhet som är ägnade att främja avsättningen av och tillgången till produkter. Endast kommersiell marknadsföring omfattas av lagens tillämpningsområde.

## Typer av marknadsföring
Marknadsföring kan ske på olika sätt men det vanligaste metoden som folk känner till är annonser i tidning, tv, utskick av reklamblad samtidigt som sociala medier har blivit ett allt vanligare medel. En annorlunda typ av marknadsföring är Inbound marketing där företag via internet försöker få kunden att hitta annonsören istället för att i mer konventionell marknadsföring söka upp potentiella kunder.
En ny form av marknadsföring och marknadsförare är influering respektive influerare. En influerare (från engelskans: influencer, 'påverkare';) är en bloggare som tar betalt för att i sitt skrivande göra en produkt eller varumärke känt för så många som möjligt.

### Marknadsföring av musik
När det gäller musik så brukar det tillverkas promos (förkortning av promotion eller promosingel), som det kallas, för att marknadsföra artistens nya skiva till exempel. Dessa promoskivor säljs aldrig i butiker utan används bara i marknadsföringssyfte[källa behövs].

## Räckvidd
Räckvidd (engelska: reach) är ett mått på vilken andel av den tänkta målgruppen som har nåtts av budskapet.
Begreppet är mycket vanligt inom mediebranschen och används för att sätta upp och utvärdera mål i samband med marknadsföringsaktiviteter, inte minst vid annonsering i dagstidningar. Vanligen relateras räckvidden till en viss målgrupp, till exempel kvinnor mellan 20 och 35 år med en årsinkomst över ett visst belopp.
För printmedier (dagspress + tidskrifter) är räckvidd ett mått som beskriver hur många läsare en genomsnittlig utgåva av tidningen har. Detta skall inte blandas ihop med hushållstäckning, som helt enkelt beskriver till hur stor andel av hushållen inom ett visst geografiskt område som en tidning delas ut.
För radio är räckvidd andelen av medverkandena i en undersökning om radiolyssnande som lyssnat på radio i minst en period på 5 minuter inom ett visst tidsintervall.

## Marknadsföring från utlandet
Svensk marknadsföringslagstiftning har tidigare gällt all marknadsföring som har effekt på eller som helt eller delvis riktar sig till den svenska marknaden. Det gäller även om marknadsföringen kommer från utlandet, däremot har den inte ansetts tillämplig på marknadsföringsåtgärder som härrör från Sverige och som enbart riktar sig till andra länder. Nya EU-regler som grundas på de så kallade sändarlands- och ursprungslandsprinciperna har dock fört med sig att effektlandsprincipen under senare år kommit att ersättas med nya regler av motsatt innebörd.

## Massmarknadsföring
Massmarknadsföring är att försöka nå så många människor som möjligt med samma reklam och erbjudande. Detta kallas även "one-to-many" till skillnad från "one-to-one" som är personligt utformad marknadsföring. One-to-many är vanligtvis det dyrare alternativet av de två eftersom reklamen då går ut på någon form av media till stora delar av allmänheten. One-to-one blir av samma anledning billigare då den riktar sig till en specifik grupp av människor eller till en koncentrerad region. Exempel på one-to-many är tv och större tidningar medan one-to-one är mer koncentrerad och riktad till en viss grupp människor.

## Hållbar marknadsföring
Hållbar marknadsföring innebär ansvarstagande inom social hållbarhet och miljömässig hållbarhet. De två aspekterna innebär ett socialt och miljömässigt ansvarstagande som möter konsumenters och företags behov. Samtidigt tillvaratar och förbättrar den hållbara marknadsföringen för kommande generationers möjlighet att tillfredsställa framtida behov. För att ta hänsyn till de sociala och miljömässiga aspekterna inom den hållbara marknadsföringen eftersträvar företag, konsumenter och myndigheter tillsammans ett smidigt marknadsföringssystem.
Hållbar marknadsföring kan även benämnas som ansvarstagande inom ekonomisk hållbarhet, som därmed är en global fråga gällande resursfördelning mellan världens olika länder, regioner och människor. I Brundtlandrapporten beskrivs ekonomisk hållbarhet som en definition av hur människors basbehov ska tillgodoses.

### Företag
Hållbar marknadsföring används av företag till att stärka kundrelationer och kundvärde i såväl nutid som i framtiden. Metoder för hållbar marknadsföring är exempelvis: konsumentorienterad marknadsföring och innovativ marknadsföring. Med dessa metoder arbetar företagen utifrån kundens perspektiv och söker förbättringar i sitt sätt att marknadsföra sig och hitta nya produkter.

### Konsumenter
Konsumenträtt organiseras av invånare och myndigheter för att säkerställa och förbättra konsumentens relation till säljaren. Traditionella konsumenträttigheter innehåller exempelvis: rätten att undersöka att en produkt är säker och rätten att undersöka att en produkt fungerar som utlovat. För att uppnå hållbar marknadsföring krävs ansvar från såväl konsument som företag. Konsumenten innehar inte bara rättigheter, utan har även skyldigheter och ansvar att skydda sig gentemot säljaren.

### Myndigheter
Exempel på myndigheter som arbetar för att påverka konsumenträtt är Konsumentverket, Energimyndigheten, Naturvårdsverket och Transportstyrelsen. Riktlinjer som myndigheter har tillfört är exempelvis innehållsförteckning, rätten till information om den verkliga räntan på ett lån samt rätten till information om produktionskostnad för enskilda produkter. Dessa myndigheter har även bidragit till konsumentskydd vid bedrägeri samt information om produktsäkerhet.